# Marie Jepsen
Marie Jepsen (født 27. marts 1940 i Nørre Nissum, 20. oktober 2018) var en dansk politiker, der var medlem af Europa-Parlamentet, Århus Amtsråd og Silkeborg Byråd, valgt for Det Konservative Folkeparti.
Sammen med sin mand flyttede Marie Jepsen til Silkeborg i 1963. I 1978 blev hun valgt til byrådet, og i 1982 fik hun tillige plads i Århus Amtsråd. I 1984 lod hun sig opstille til Europa-Parlamentet og blev – mod egen forventning – valgt. Hun sad i parlamentet frem til 1994. Fra 1988 til 1992 var hun viceformand for Europæisk Folkepartis gruppe i parlamentet. Endvidere var hun fra 1984 til 1989 medlem af Udvalget for Landbrug og Udvikling af Landdistrikter.
I sit civile liv arbejdede hun som teknisk assistent.